# Flächenvorhang

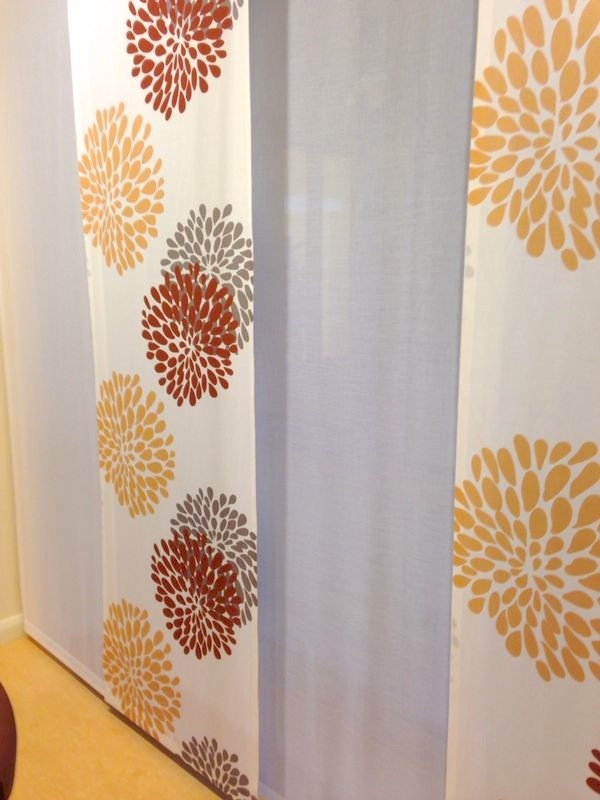
Flächenvorhang

Als Flächenvorhang wird eine glatt hängende Fensterdekoration bezeichnet, die an Schienen verschoben werden kann. Im Gegensatz zum Store oder Dekoschal werden also keine senkrechten Falten gebildet. Er wird häufig als Schiebevorhang bezeichnet. Teilweise werden die englischen Begriffe Panel-Track oder Panel-Curtains eingesetzt.

## Befestigung
In der Regel wird an den Stoff oben ein Flauschband angenäht. Dieses wird an einen Paneelwagen geklettet, der in einer Flächenvorhangschiene läuft. So kann der Flächenvorhang verschoben werden.
Die einzelnen Flächenvorhänge können frei beweglich sein, oder mit Mitnehmern in einer vorgegebenen Folge gezogen werden.

## Dekoration
Flächenvorhänge können als Wanddekoration eingesetzt werden, da sich hiermit relativ einfach Bildmotive im Raum platzieren lassen, die bei Bedarf schnell zur Seite geschoben werden können. Im auseinandergezogenen Zustand zeigt der Flächenvorhang dann ein aufgedrucktes Motiv. Im zusammengeschobenen Zustand nimmt er im Idealfall nur die Fläche eines einzelnen Vorhang-Elementes ein.
Es ist möglich, Flächenvorhänge zu fertigen, deren Breite größer ist als ihre Höhe. In der Regel werden Flächenvorhänge in schlanken Proportionen gefertigt, um die Senkrechte zu betonen. Bei einer Breite von deutlich mehr als einem Meter wirken sie eher plump.
In seltenen Fällen bestehen Flächenvorhangdekorationen aus nur einem einzelnen Flächenvorhang. Daher stellt sich häufig die Frage, wie die einzelnen Elemente angeordnet werden sollen und wo sie geparkt werden können. Der dann benötigte Platzbedarf kann mit der Anzahl der Läufe von der Flächenvorhangschiene beeinflusst werden.

## Unterkanten
Damit der Flächenvorhang gerade fällt, wird in den Bodensaum meistens ein Beschwerungsprofil eingelegt.

## Material
Als Material eignet sich jeder Stoff, der die notwendige Maßstabilität mitbringt. Neben den gängigen Mustern und Designs im Fachhandel hebt sich besonders die Möglichkeit der individuellen Gestaltung ab. So kann im privaten als auch im gewerblichen Bereich der Flächenvorhang mit einem Motiv, Logo oder Text bedruckt werden.
Beim Einsatz von empfindlichen Stoffen sollte ein Schleuderstab angebracht werden, mit dem der Stoff bewegt werden kann, ohne den Stoff anzufassen. Alternativ zum Schleuderstab kann eine Schnurzugschiene eingesetzt werden. Die Flächenvorhänge werden dann durch den Zug an einer Endlosschnur bewegt. Es besteht die Möglichkeit, die zu bewegenden Einzelbahnen mit beidseitig angebrachten, austauschbaren Anfassern auszustatten; diese werden vorzugsweise magnetisch gehalten und ermöglichen so die direkte Bewegung der Stoffbahnen mit der Hand, ohne den Stoff durch häufiges Berühren zu verschmutzen.